# Brevis

Drei Notationen der Brevis

Die Brevis oder Doppelganze bezeichnet in der Notation (Musik) einen Notenwert von normalerweise zwei ganzen Noten. Die Schreibweise als quer liegendes Rechteck stammt aus der Mensuralnotation, in dieser Zeit konnte die Brevis unter bestimmten Voraussetzungen auch dreimal so lang sein wie der nächstkleinere Notenwert. Daneben ist heute auch die Schreibweise einer von zwei senkrechten Strichen eingerahmten ganzen Note gebräuchlich. Zwei eng nebeneinander liegende ganze Noten bezeichnen dagegen nur die Tondauer einer ganzen Note, und zwar dann, wenn (auf Streichinstrumenten) ein Ton als Doppelgriff auf zwei Saiten gleichzeitig gespielt werden soll oder wenn sich zwei verschiedene Stimmen, die in einer Notenzeile notiert sind, im Einklang (Prime) treffen.